# Juan
Juan er en dansk musikfilm fra 2011, der er instrueret af Kasper Holten efter manuskript af ham selv og Mogens Rukov.

## Handling
Kasper Holtens spillefilmsdebut, Juan, er baseret på Mozarts mest berømte opera, Don Giovanni, fra 1787, men Holten har givet det gamle mesterværk en grundig opfriskning. Juan er en kendt kunstner og notorisk skørtejæger, der har et enestående talent for at vide præcis, hvad kvinder drømmer om. At forføre kvinder er blevet en kunstart for Juan, og han spiller spillet som ingen andre. Juan er drevet frem af en nærmest manisk appetit på livet, og erobringerne ligner snart et storhedsvanvittigt kunstprojekt, som skubber ham frem gennem en uendelig strøm af erobringer, svigt, sex og mord.